# Truyện vui trên đường tới hội trường
Truyện vui trên đường tới hội trường (tiếng Anh: A funny thing happened on the way to the forum) là một phim hài nằm trong chuỗi phim độc lập của nhà điện ảnh Melvin Frank, xuất phẩm ngày 16 tháng 10 năm 1966 tại Bắc Mỹ.

## Lịch sử
Truyện phim phỏng theo các vở kịch Pseudolus, Miles Gloriosus, Mostellaria của tác gia Titus Maccius Plautus.

## Nội dung
Đô thành Roma triều Nero có tên nô lệ Pseudolus được mệnh danh "gian trá bậc nhất, lọc lừa bậc nhất, nhếch nhác bậc nhất". Y chỉ khao khát mua được quyền tự do từ ngài Senex và mụ vợ hà khắc Domina.
Một lần, Pseudolus biết được cậu chủ Hero thầm yêu cô Philia nhà bên, là hầu gái còn trinh của ngài Marcus Lycus. Pseudolus bèn đề nghị đổi tấm lòng thiếu nữ xinh xắn kia lấy tự do cho bản thân.
Lại một hôm, cha mẹ Hero đi thăm bà cậu ta, thầy trò Pseudolus bèn bắt tay vào hành động.

## Kĩ thuật
Phim được quay hoàn toàn tại Madrid tháng 09 năm 1965.

### Sản xuất
- Thiết kế: Tony Walton
- Phục trang: Tony Walton

### Diễn xuất
- Zero Mostel as Pseudolus
- Phil Silvers as Marcus Lycus
- Michael Crawford as Hero
- Jack Gilford as Hysterium
- Annette Andre as Philia
- Buster Keaton as Erronius
- Michael Hordern as Senex
- Leon Greene as Captain Miles Gloriosus
- Patricia Jessel as Domina
- Inga Nielsen as Gymnasia
- Peter Butterworth as Roman Sentry
- Roy Kinnear as Gladiator Instructor
- Pamela Brown as High Priestess
- Beatrix Lehmann as Domina's Mother
- Bill Kerr as Gladiator-in-Training
- Jon Pertwee as Crassus
- Frank Thornton as slave driver
- Ingrid Pitt as Courtesan

## Nhạc nền
- "Comedy Tonight" — Pseudolus and Company
- "Lovely" — Philia and Hero
- "Everybody Ought to Have a Maid" — Pseudolus, Senex, Lycus, and Hysterium
- "Bring Me My Bride" — Miles Gloriosus and Company
- "Lovely" (reprise) — Pseudolus and Hysterium
- "Funeral Sequence" - Pseudolus, Miles Gloriosus and Company
- "Finale" — Company